# 岩手県道28号花巻北上線
岩手県道28号花巻北上線（いわてけんどう28ごう はなまききたかみせん）は、岩手県花巻市から北上市に至る県道（主要地方道）である。

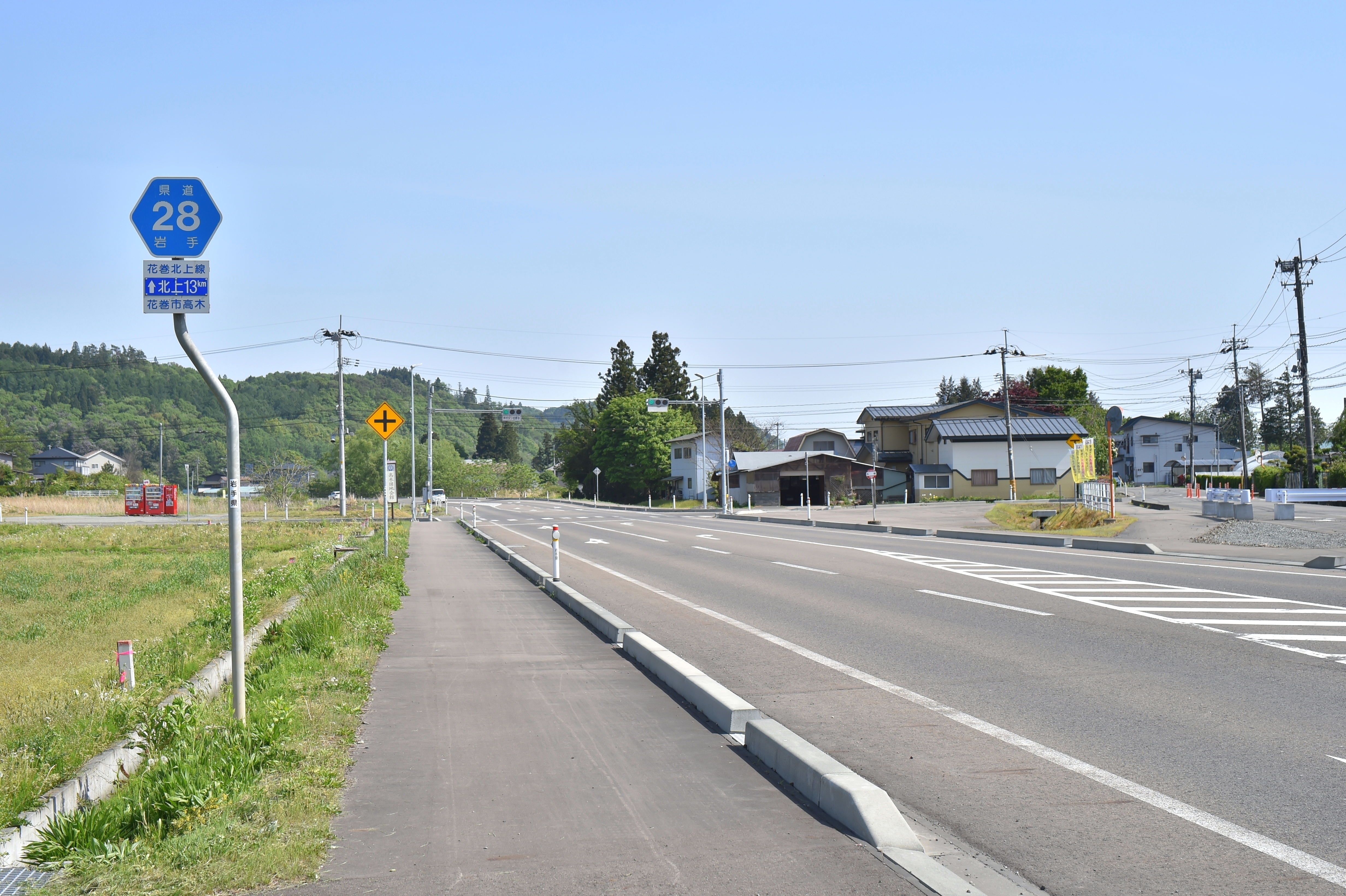
岩手県道28号花巻北上線
花巻市高木（2024年5月）

## 概要

### 路線データ
- 実延長：11,623.3 m[1]
- 起点：花巻市高木第21地割34番2地先[2]（国道4号交点）
- 終点：北上市立花3地割39番2地先[3]（県道14号交点）

## 歴史
- 1959年（昭和34年）3月31日 - 立花花巻線として県道に認定される[4]。
- 1976年（昭和51年）10月1日 - 花巻北上線として県道に認定される[1][5]。
- 1982年（昭和57年）4月1日 - 県道花巻北上線が、花巻北上線として建設省（現・国土交通省）から主要地方道の指定を受ける[6]。
- 1993年（平成5年）5月11日 - 建設省により改めて主要地方道の指定を受ける[7]。
- 2015年（平成27年）4月1日 - 起点が変更される[2]。
- 2020年（令和2年）3月26日 - 島バイパスが開通する[8][9][10]。

## 地理

### 通過する自治体
- 花巻市
- 北上市

### 交差する道路
- 国道4号（花巻市高木第21地割）
- 岩手県道39号北上東和線（北上市更木22地割）
- 岩手県道14号一関北上線（北上市立花3地割）